# Jonathan and Leigh
Pour les articles homonymes, voir Jonathan et Leigh.
Jonathan and Leigh est un duo américain formé  en 1967

## Histoire
Le duo Jonathan et Leigh a enregistré un album pour Vanguard sorti en 1967. L'auteur de chansons est Jonathan Alden et sa partenaire Leigh, ils sont un duo de folk-rock contemporain. Parmi les musiciens de soutien, Russ Savakus, le bassiste Richard Davis (contrebassiste) et le guitariste Jay Berliner et William Salter.

### Albums
- 1967  : Third and Main [2],[3]